# Time Machine (datorprogram)
Time Machine är ett program från Apple Inc som ingår i Mac OS från och med version 10.5 (Leopard). Programmets huvudsakliga funktion är säkerhetskopiering.
För den som har äldre versioner av Mac OS rekommenderas programmet Backup som ingår i .Mac.

## Översikt
Time Machine gör automatiskt en backup av hela systemet, men det går att ställa in vad som Time Machine ska ta backup på. (Exempelvis bara din användarmapp). Time Machine gör backup-kopior i denna följd:
- En backup på det som ändrats varje timme det senaste dygnet.
- Dagliga backuper under den senaste veckan.
- Veckoliga backuper under de senaste månaderna tills den hårddisk som du tar backup på är full.

Vad som skiljer Time Machine från andra backup program är att Time Machine fungerar med enskilda program som till exempel Iphoto, (du kan återställa bilder från ditt bildbibliotek utan att leta reda på själva filen på backuphårddisken). Time Machine fungerar också med Mail och Adressboken.

## Användargränssnitt
Time Machine använder sig av den nya tekniken Core Animation som introducerades i Mac OS X v10.5 "Leopard". När man trycker på Time Machine's ikon i dockan i Mac OS X, göms det vanliga skrivbordet och ersätts av en stjärnhimmel. Fönstret du hade öppet visas i flera versioner uppradade, som symboliserar tidigare versioner. Här är det nu möjligt att välja vad du vill återställa, och återvända till vad du gjorde tidigare.

## Systemkrav
Time Machine följer med i Mac OS X v10.5, och Mac OS X v10.6 som är installerat på varje ny Mac. Om du tänker uppgradera kan du se systemkraven för Mac OS X 10.6 här. De hårddiskar som Time Machine kräver måste vara icke-uppstartbara, helst externt anslutna via USB eller Firewire. Den måste vara formaterad i filformatet HFS+ och journalföring måste vara aktiverat. Time Machine kan också ta backuper trådlöst, men det kräver Time Capsule.